# Matroosberg
Der Matroosberg (Afrikaans; Deutsch etwa „Seemannsberg“) ist ein Berg in den südafrikanischen Hex-River-Bergen, die zum Kap-Faltengürtel gehören. Er ist mit 2247 Metern über dem Meeresspiegel der höchste Berg im Distrikt Cape Winelands. Der Berg liegt in der Witzenberg Local Municipality in der Provinz Westkap (Western Cape).
Den Namen erhielt der Berg, weil eine Felsformation unterhalb des Gipfels von Süden her gesehen einem Seemann neben seinem Schiff ähneln soll.
Der Matroosberg liegt rund 35 Kilometer östlich von Ceres auf der Ostseite des Ceres Valley. Nächstgelegene Stadt ist das rund elf Kilometer entfernte De Doorns im Süden. Auf der Farm Erfdeel wird das private Matroosberg Nature Reserve betrieben. Von dort aus kann man per Auto mit Vierradantrieb fast bis zum Gipfel gelangen. Im Winter ist der Berg häufig schneebedeckt; am Nordhang befindet sich ein kleines Skigebiet, das Sitz des südafrikanischen Skiverbandes ist.
Der längste der vier Hex-River-Tunnel der Bahnstrecke Kapstadt–Johannesburg verläuft unterhalb des Matroosberges. An der früheren Strecke über den Hex River Pass liegt der Bahnhof Matroosberg, der bis heute als Endpunkt von Sonderfahrten dient.